# Halil Şerif Pascha

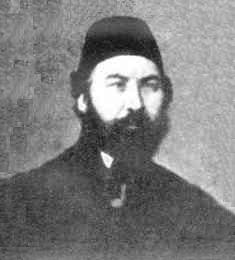
Halil Şerif Pascha

Halil Şerif Pascha, auch bekannt als Khalil Bey oder Halil Bey (* 1831 in Ägypten; † 12. Januar 1879), war ein osmanischer Diplomat und Kunstsammler. Théophile Gautier bezeichnete ihn als den ersten Muslim mit einer Kunstsammlung im westlichen Sinne.

## Biographie
Geboren in Ägypten, war er osmanischer Botschafter in Sankt Petersburg. Er wechselte zunächst als Privatier nach Paris und wurde von Charles-Augustin Sainte-Beuve bei Gustave Courbet vorgestellt. Nachdem er 1868 seine Sammlung verkauft hatte, war Halil Şerif Pascha zwischen August 1870 und September 1872 Botschafter in der Osmanischen Botschaft in Wien, später auch für kurze Zeit in Paris.

## Sammlung
- Der Ursprung der Welt von Courbet, das Bild, welches als Inbegriff des Kunstskandals gilt, wurde von Khalil-Bey in Auftrag gegeben und ist heute im Musée d’Orsay.
- Der Schlaf von Courbet, ebenfalls von Khalil-Bey bestellt, ist heute im Museum Petit Palais Paris.
- Das türkische Bad von Jean-Auguste-Dominique Ingres, Paris, Louvre
- Die Kastanienallee von Théodore Rousseau, Paris, Louvre